# Josep de Campderrós i Pascual
Josep de Campderrós i Pascual (Barcelona, 1742 – Santiago de Xile, 1812) va ser un compositor i organista barceloní que va desenvolupar el seu treball artístic a Santiago de Xile.

## Biografia
Josep de Campderrós i Pascual, fill de Martín de Campderrós i Magdalena Pascual, va néixer a Barcelona en l'any 1742. Els primers anys es va dedicar al comerç, ofici que el va portar a Lima, el Perú, on després d'ingressar com a llec espanyol de l'Ordre de la Bona Mort, va passar a ser director de cor i mestre de capella.
Se sap poca cosa de la seva vida anterior a l'arribada a Xile i de la formació musical que el portaria a ser mestre de capella, encara que es té constància de l'embarcament al port de Cadis el 17 de setembre de 1774 i de la seva activitat professional a Lima.
Hi ha tres testimonis pocs dies abans de l'embarcació de Cadis que van deixar constància de la seva relació de coneixença o amistat amb Campderrós i que fan pensar que aquest s'hauria traslladat de Barcelona a Andalusia aviat. La mateixa sol·licitud d'embarcament de Josep de Campderrós semblaria confirmar aquesta teoria.
És gràcies a José Zapiola Cortés (1802-85), compositor i historiador xilè, que es coneix per primera vegada l'estada de Campderrós a Santiago de Xile i que les seves composicions constituïen pràcticament tot el repertori de la Catedral. També menciona que aquesta disposava de l'única orquestra de Santiago, de només vuit instruments, tres cantants i el mestre de capella, però que amb l'arribada de Campderrós l'orquestra havia estat força ampliada amb la inclusió de violins i instruments de vent-fusta. De fet, les quatre peces que va compondre Campderrós en aquesta època (1793) van ser destinades a dos violins, dues flautes i dos oboès. Més endavant, però, l'orquestra seria reemplaçada per un orgue i moltes de les composicions de Josep de Campderrós presentarien només l'acompanyament d'aquest instrument.
El viatge des de Lima a Santiago de Xile havia tingut lloc l'any 1793, després d'obtenir el càrrec de mestre de capella de la Catedral Metropolitana per concurs, competint amb un altre candidat, Antonio Aranaz, compositor espanyol de "tonadillas". Allà va treballar-hi fins a la seva mort, el 1812, i és on es troben encara els manuscrits de les seves 86 obres que es conserven.
Durant els quatre anys posteriors a la seva arribada a Santiago, Campderrós va desenvolupar amb constància una gran activitat musical a la catedral xilena, de fet, la majoria d'obres que han arribat fins avui en dia van ser compostes en aquesta etapa.
Pel que fa a la seva vida personal, el 2 de gener de 1797, amb cinquanta-cinc anys, es va casar amb Maria de les Nieves Machado Penochena, una dona d'origen xilè, i quatre mesos després van fer un testament conjunt que mostra que Campderrós no disposava de fortuna familiar i que tot el que tenia era gràcies a la seva feina.
Es creu que va morir l'any 1812, ja que amb motiu de l'arribada del seu substitut, José Antonio González (ca. 1752-1840), es va deixar per escrit que la plaça com a mestre de capella havia estat vacant després de la defunció de Josep de Campderrós. El seu successor va continuant fent ús de les seves composicions i algunes obres de Josep Campderrós van ser reutilitzades i adaptades per posteriors mestres de capella de la Catedral de Santiago, com Manuel Arrieta i José Bernardo Alzedo, de manera que la música de Campderrós i Pascual va mantenir la seva vigència fins gran part del segle XIX.

## Influències i estil
Durant la seva etapa com a mestre de capella a Santiago, Campderrós es va veure influenciat per alguns compositors contemporanis com Antonio Aranaz per l'ús de boleres en algunes de les seves obres o pel fet que la seva nadala A caza de almas tingui una "tonada a sol obligada de clarinet"
Pel seu estil compositiu, Campderrós encaixaria dins del preclassicisme. Era un gran coneixedor de la tècnica compositiva i del tractament de les veus i les seves obres presenten una cal·ligrafia entenedora. N'és un exemple la Missa en Sol major, que presenta escales ascendents i descendents en el Credo i octaves paral·leles en el Crucifixus.

## Obres
La primera publicació d'obres de Campderrós la va dur a terme Eugenio Pereira Salas a Los orígenes del arte musical en Chile l'any 1941, on va donar a conèixer quinze peces del compositor i trenta anys després es va interpretar exitosament una reconstrucció de la seva Missa en Sol Major a la catedral de Santiago, posteriorment gravada en disc.
El primer estudi biogràfic que se'n va fer va ser el de Samuel Clar Valdés, l'any 1977, on el definia com algú modest, responsable i molt dedicat a la seva feina com a músic, creador d'unes obres amb una escriptura molt entenedora que van ser copiades i reeditades durant tot el segle XIX (algunes d'elles amb acompanyament d'orgue).
Les seves composicions es conserven a la catedral de Santiago, entre les quals hi ha 22 peces de caràcter profà (villancets i àries), 15 misses i 48 obres litúrgiques (himnes, salms, oficis de difunts, etc.). Les més destacades són:
- Celebremos con pompa, villancet
- De los coros celestiales, villancet
- Laudate Dominum, salm a 4 amb violins i baix continu (reconstrucció de la partitura: fragment I, fragment II, fragment III)
- Missa en Sol major per a dues tiples, un baix, dues flautes, dos oboès, dues trompes, dos violins, baix continu i cor
- Mísero corazón, en tres moviments
- Pastoral